# Lago Corrib
O Lago Corrib (em irlandês: Loch Coirib, em inglês:  Lough Corrib)  é um lago no oeste da República da Irlanda. O rio Corrib ou Galway liga o lago ao mar em Galway. É o maior lago da República da Irlanda, e o segundo maior da ilha, apenas ultrapassado em área pelo lago Neagh. Tem 176 km² e fica sobretudo no County Galway com uma pequena área em County Mayo.
O primeiro canal na ilha da Irlanda foi traçado no local no século XII. Conhecido como Friar's Cut, permitia atingir o lago Corrib pelo mar, desde Galway.
O lago Corrib é um sítio Ramsar desde 1996. É também uma Zona Especial de Conservação.